# Antonio Ruju
Antonio Ruju (Nuoro, 20 gennaio 1923 – Nuoro, 6 dicembre 2006) è stato un pittore e poeta italiano ed il padre dell'autore di fumetti Pasquale.

Antonio Ruju

Diplomato presso il Liceo Artistico di Roma, ha partecipato fin da ragazzo a numerose mostre regionali e nazionali, prendendo parte attiva ai movimenti d'arte figurativa.
Nel 1941 esordisce in una mostra collettiva a Nuoro, insieme ai più noti pittori sardi, impressionando favorevolmente critici e pubblico per le innate doti artistiche e per la naturale e spontanea capacità espressiva. Nel 1943 tiene la prima mostra personale a Nuoro. Seguono anni di ininterrotta attività artistica, durata oltre un cinquantennio, con numerose mostre ed esposizioni in Italia e all'estero.
Tra le principali, l'esposizione al Premio Nazionale "Città di Bologna", nel 1948, alla mostra "L'arte nella vita del mezzogiorno d'Italia", che si tiene nel Palazzo delle Esposizioni a Roma, nel 1953. E poi la 1ª Mostra Nazionale della Città di Olbia, nel 1961,nella quale vince il primo premio; la 1ª Biennale Nazionale di Cinisello Balsamo, nello stesso anno, e la mostra personale tenuta a Milano, a Palazzo Serbelloni, nel 1967.
Espone, sempre nel 1967, al Circolo degli Artisti di Bologna, dove viene iscritto per merito.
Dopo altre mostre personali in Sardegna e nel resto d'Italia, espone alla "Madison Gallery" di Toronto, nel 1977, e presso l'Università di Hamilton, in Canada.
La sua lunga attività artistica continua ininterrotta fino al 2003, con numerose altre mostre e partecipazioni, in qualità di presidente o membro di giuria, a importanti manifestazioni artistiche regionali e nazionali.
All'attività di pittore unisce, specialmente negli ultimi anni di vita, un'intensa produzione poetica, raccolta nel volume "Antonio Ruju, Una vita per l'arte".

## Premi e riconoscimenti
- 1948: medaglia d'oro al premio nazionale "Città di Bologna"
- 1949: premio alla "2º Biennale del bianco e nero e della incisione" di Reggio Emilia.
- 1956: premi alla "2º Regionale d'Arte Nuorese" ed alla Mostra Nazionale di Alessandria.
- 1961: 1º premio alla Mostra Nazionale della città di Olbia.
- 1963: premi a varie mostre nazionali, a Tarquinia, Bormio, Reggio Emilia e Ravenna. Premio alla Mostra Nazionale del Mugello.
- 1965: riconoscimento alla "Quadriennale Europea di Londra".
- 1969: 1º premio "Banca Popolare di Lecco" e medaglia d'oro alla Mostra Nazionale di Alessandria.